# U-1007
| U-1007 | U-1007 | U-1007 |
| --- | --- | --- |
| U 1007 | | |
| | | |
| U-995, однотипний з U-1007                                                                                   | | |
| Верф | Blohm + Voss, Гамбург | Blohm + Voss, Гамбург |
| Під прапором                                                                                                 | Третій Рейх | Третій Рейх |
| Належність                                                                                                   | Крігсмаріне | Крігсмаріне |
| Порт приписки                                                                                                | Гамбург, Кіль, Берген, Крістіансанн, Готенгафен, Бремергафен | Гамбург, Кіль, Берген, Крістіансанн, Готенгафен, Бремергафен |
| Замовлення                                                                                                   | 23 березня 1942 | 23 березня 1942 |
| Закладений                                                                                                   | 15 лютого 1943 | 15 лютого 1943 |
| Спуск на воду                                                                                                | 8 грудня 1943 | 8 грудня 1943 |
| Введений до складу флоту                                                                                     | 18 січня 1944 | 18 січня 1944 |
| На службі | 1944—1945 | 1944—1945 |
| Загибель | 2 травня 1945 року серйозно пошкоджений унаслідок повітряного удару британських винищувачів-бомбардувальників «Тайфун» біля порту Любек; незабаром затоплений у річці Траве | 2 травня 1945 року серйозно пошкоджений унаслідок повітряного удару британських винищувачів-бомбардувальників «Тайфун» біля порту Любек; незабаром затоплений у річці Траве |
| Сучасний статус                                                                                              | після війни піднятий та розібраний на брухт | після війни піднятий та розібраний на брухт |
| Бойовий досвід                                                                                               | Друга світова війна Битва за Атлантику | Друга світова війна Битва за Атлантику |
| Проєкт | | |
| Тип ПЧ | середній торпедний ДПЧ | середній торпедний ДПЧ |
| Вартість | 4 714 000 ℛℳ | 4 714 000 ℛℳ |
| Основні характеристики                                                                                       | | |
| Швидкість (надводна)                                                                                         | 17,7 вузлів | 17,7 вузлів |
| Швидкість (підводна)                                                                                         | 7,6 вузлів | 7,6 вузлів |
| Робоча глибина занурення                                                                                     | 120 м | 120 м |
| Гранична глибина занурення                                                                                   | 250 м | 250 м |
| Дальність плавання                                                                                           | 80 миль (150 км) на швидкості 4 вузли (в підводному положенні) 8 500 миль (15 700 км) на швидкості 10 вузлів (у надводному положенні)                                       | 80 миль (150 км) на швидкості 4 вузли (в підводному положенні) 8 500 миль (15 700 км) на швидкості 10 вузлів (у надводному положенні)                                       |
| Екіпаж | 44 особи | 44 особи |
| Розміри | | |
| Довжина найбільша (по КВЛ)                                                                                   | 67,2 м | 67,2 м |
| Ширина корпусу найб.                                                                                         | 6,2 м | 6,2 м |
| Висота | 9,6 м | 9,6 м |
| Середня осадка (по КВЛ)                                                                                      | 4,74 м | 4,74 м |
| Водотоннажність надводна                                                                                     | 759 т | 759 т |
| Водотоннажність підводна                                                                                     | 860 т | 860 т |
| Силова установка                                                                                             | | |
| дизель-електрична; 2 дизельних двигуни MAN M 6 V 40/46, 2 електродвигуни Siemens-Schuckert-Werke GU 343/38-8 | | |
| Гвинти | 2 | 2 |
| Потужність                                                                                                   | 2800—3200 к.с. (дизелі) 750 к.с. (електродвигуни) | 2800—3200 к.с. (дизелі) 750 к.с. (електродвигуни) |
| Озброєння | | |
| Артилерія | 1 × 88-мм палубна гармата SK C/35 | 1 × 88-мм палубна гармата SK C/35 |
| Торпедно- мінне озброєння                                                                                    | 4 носових і один кормовий ТА 14 торпед або 26 мін TMA | 4 носових і один кормовий ТА 14 торпед або 26 мін TMA |
| ППО | 1 × 37-мм зенітна гармата Flak M42 2 × 20-мм зенітні гармати FlaK 30 | 1 × 37-мм зенітна гармата Flak M42 2 × 20-мм зенітні гармати FlaK 30 |

U-1007 — німецький середній підводний човен типу VIIC/41, що входив до складу Військово-морських сил Третього Рейху за часів Другої світової війни. Закладений 15 лютого 1943 року на верфі № 207 компанії Blohm + Voss у Гамбурзі. Спущений на воду 8 грудня 1943 року. 18 січня 1944 року корабель увійшов до складу 31-ї навчальної флотилії ПЧ ВМС нацистської Німеччини.

## Історія служби
U-1007 належав до німецьких підводних човнів типу VIIC/41, однієї з модифікацій найчисленнішого типу субмарин Третього Рейху, яких було випущено 703 одиниці. Службу розпочав у складі 31-ї навчальної флотилії ПЧ. З 1 червня 1944 року включений до бойового складу 1-ї флотилії ПЧ, з 1 серпня — 24-ї навчальної флотилії, а з 1 березня 1945 року повернувся до складу 31-ї навчальної флотилії ПЧ.
У червні 1944 року підводний човен здійснив 1 бойовий похід, діючи поблизу норвезьких берегів і провівши в морі 18 діб, під час якого не потопив і не пошкодив жодного судна чи корабля.
2 травня 1945 року U-1007 перебував на річці Траве північно-східніше Любека, коли його атакували чотири британських винищувачі-бомбардувальники «Тайфун», котрі ракетами завдали серйозних пошкоджень німецькому човну. Через ураження екіпаж субмарини вимушено посадив її на мілину та згодом затопив. Після війни U-1007 підняли і розібрали на брухт.

## Командири
- Капітан-лейтенант Ганс Горнколь (18 січня — 9 липня 1944)
- Оберлейтенант-цур-зее Леонард Клінгспор (3-7 липня 1944)
- Оберлейтенант-цур-зее Гельмут Вікке (10 липня 1944 — лютий 1945)
- Оберлейтенант-цур-зее Карл-Гайнц Рабе (лютий-квітень 1945)
- Капітан-лейтенант Ернст фон Віцендорфф (квітень — 2 травня 1945)